# Mariä-Verkündigungs-Kirche im Alexander-Newski-Kloster

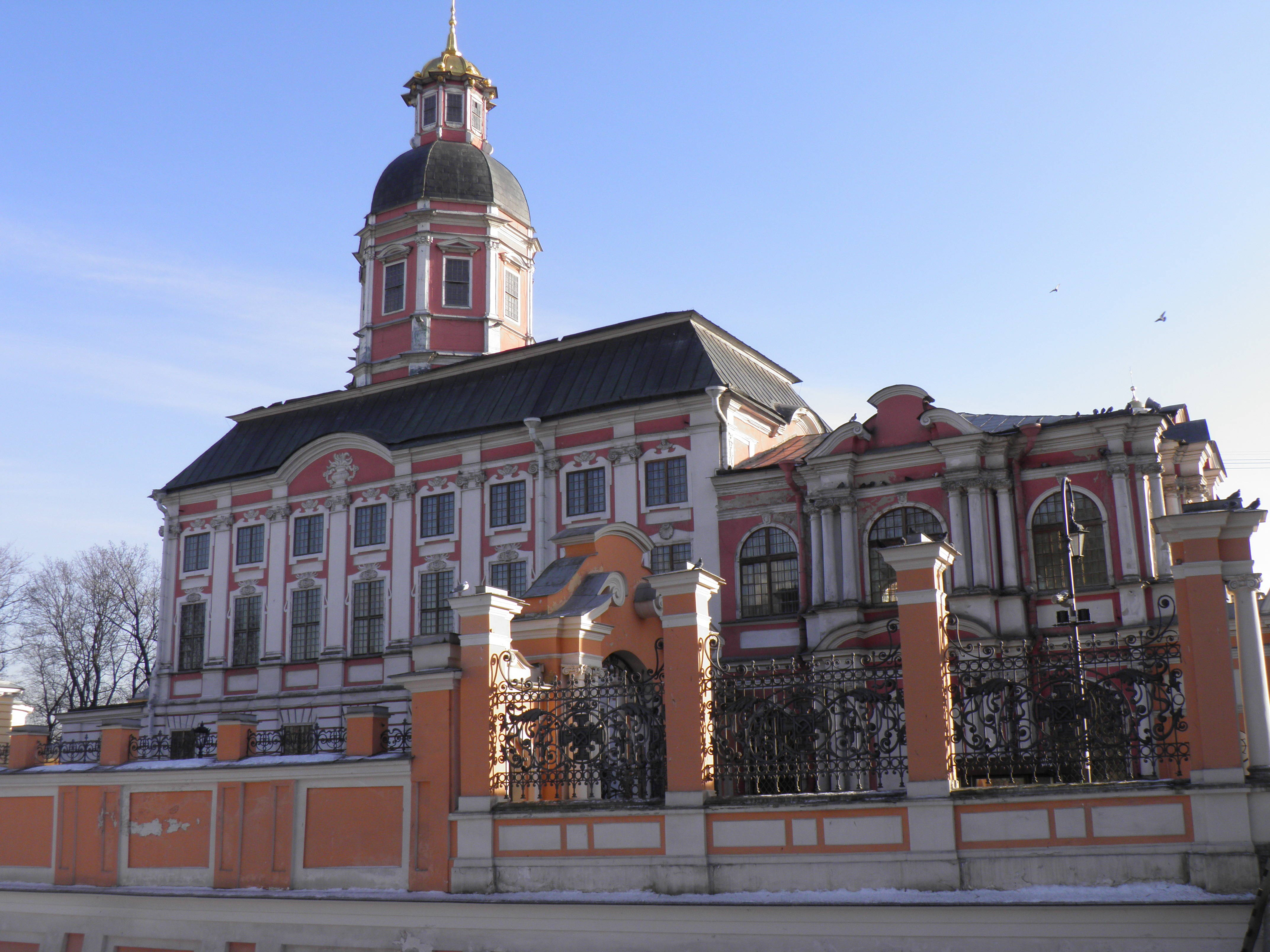
Mariä-Verkündigungs-Kirche

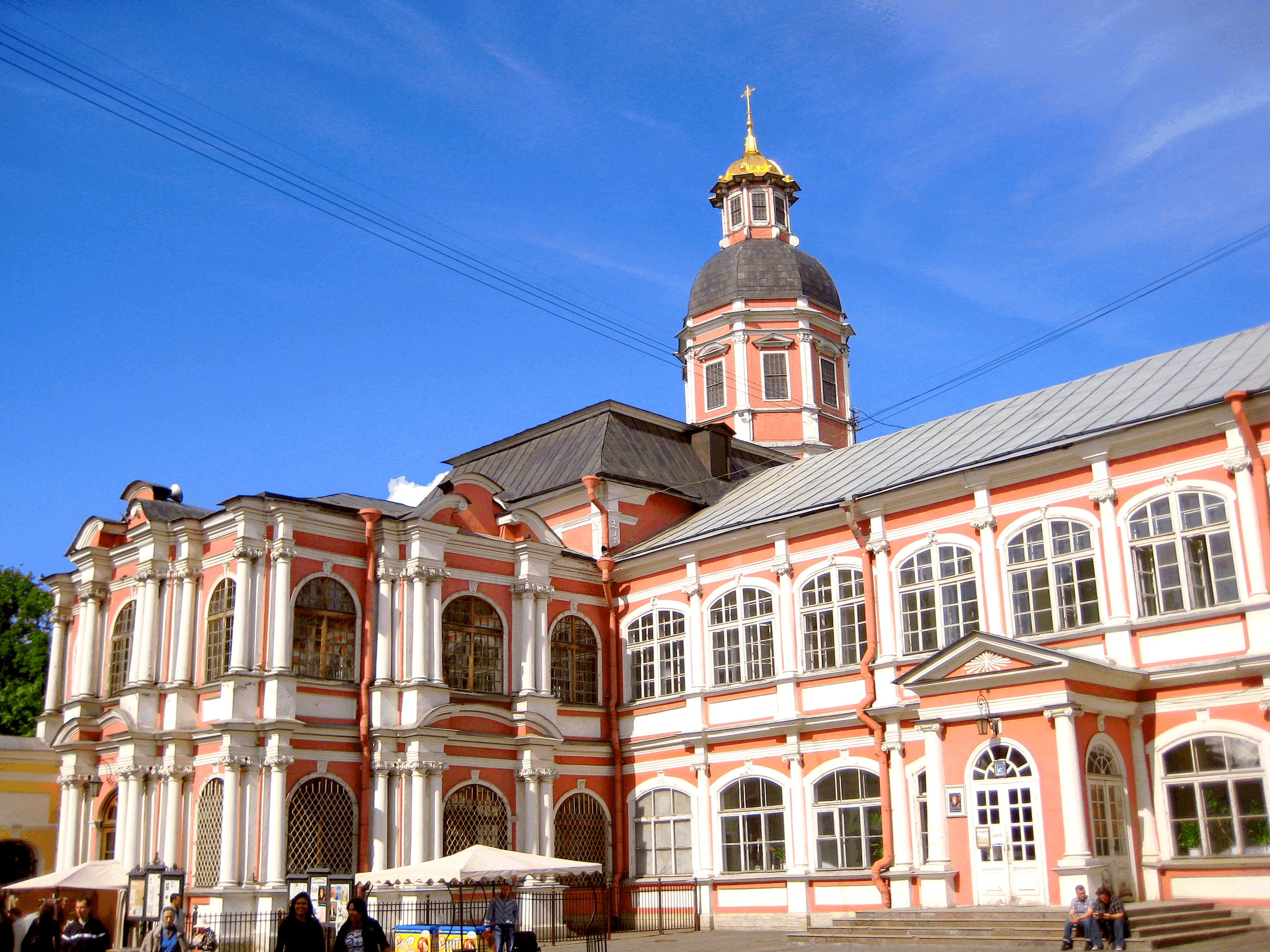
Rückseite

Die Mariä-Verkündigungs-Kirche (russisch Благовещенская церковь Александро-Невской лавры) ist Teil des Alexander-Newski-Klosters in Sankt Petersburg.

## Geschichte
Nach der Gründung des Alexander-Newski-Klosters wurde am 25. März 1713 eine einfache Holzkirche geweiht. Als ersten Großbau des Klosterkomplexes errichteten darauf der Schweizer Architekt Domenico Trezzini und sein Sohn Pietro Trezzini von 1717 bis 1722 die Mariä-Verkündigungs-Kirche an der Nordecke des vierflügeligen Klosterhofes. Trezzini wurde dann von Christof Konrad abgelöst. 1720 übernahm der preußische Architekt Leonhard Theodor Schwertfeger die Bauleitung für das Kloster. Das Gotteshaus war in einer Oberkirche, die die Reliquien des Heiligen Alexander Newski aufnehmen sollte und einer vom Kloster genutzten Unterkirche konzipiert. Die Weihe des Untergeschoßes unter dem Patroziniums der Verkündigung Mariens erfolgte 1724. Das Arsenal wurde zwischen 1731 und 1736 von  dem elsässisch-russischer Architekt Johann Jakob Schumacher fertiggestellt. Der Ausbau des Komplexes fand in den Jahren 1742 bis 1750 unter Trezzinis Sohn statt.  
Seit 1723 diente die Mariä-Verkündigungs-Kirche Mitgliedern der Zarenfamilie und Angehörigen des russischen Adels, Militärs, Politikern und Hofdamen als Begräbnisstätte. 1723 fand dort Zarin Praskowja Fjodorowna Saltykowa, Gemahlin von Zar Iwan V. als erste Person ihre letzte Ruhestätte. Später wurden die Gebeine weiterer Familienmitglieder der Romanows in die Kirche überführt, jedoch als dynastische Grablege die Peter-und-Paul-Kathedrale genutzt. 1762 ordnete Zarin Katharina II. dort die Beisetzung von Zar Peter III. an. Zar Paul I. ließ seinen Vater 1796 exhumieren und in der Peter-und-Paul-Kathedrale beisetzen. In der Ära der Sowjetunion wurden die Räume der Mariä-Verkündigungs-Kirche den Arbeiter- und Soldatenräten zur Verfügung gestellt. 1935 ließ Josef Stalin das Kloster schließen, das erst 1946 in Kirchenbesitz zurückging. Die Mariä-Verkündigungs-Kirche beherbergte während der Sowjetzeit das städtische Skulpturenmuseum. Im Jahre 1957 wurde das Kloster wieder geweiht und ist seitdem in kirchlicher Benutzung, aber trotzdem öffentlich zugänglich.

## Beschreibung
Auf den ersten Blick erscheint das zweigeschossige Rechteck mit seinen großen Sprossenfenstern, dem Terrassendach und seiner weiß-roten Farbigkeit wie ein Profanbau. Das Erdgeschoss beherbergt verschiedene schlichte Grabmäler von Angehörigen der Zarenfamilie. Einige Grabsteine und Grabskulpturen stammen vom Lazarusfriedhof. 

## Bestattungen

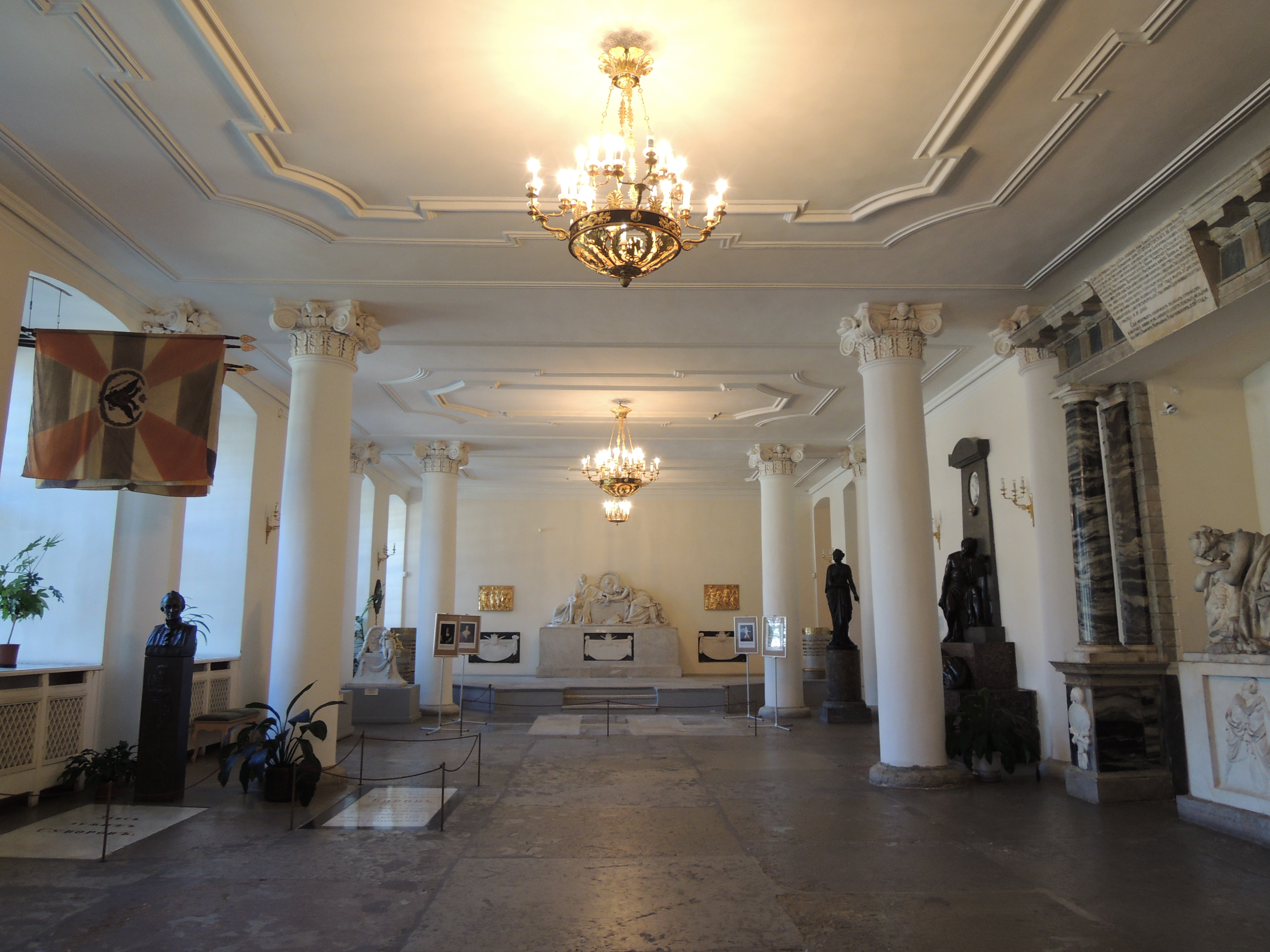
Grabmäler in der Unterkirche

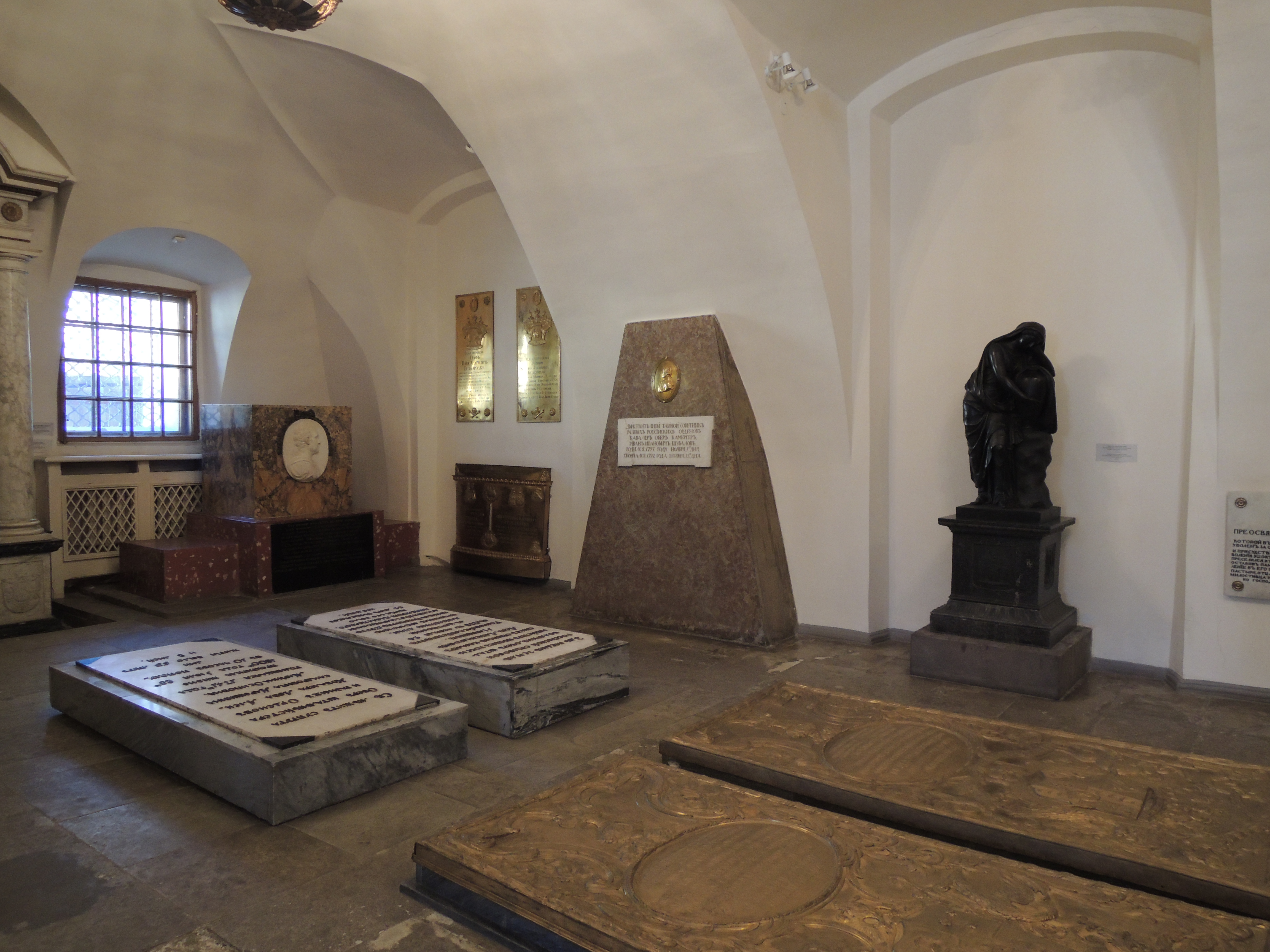
Grabmäler in der Oberkirche

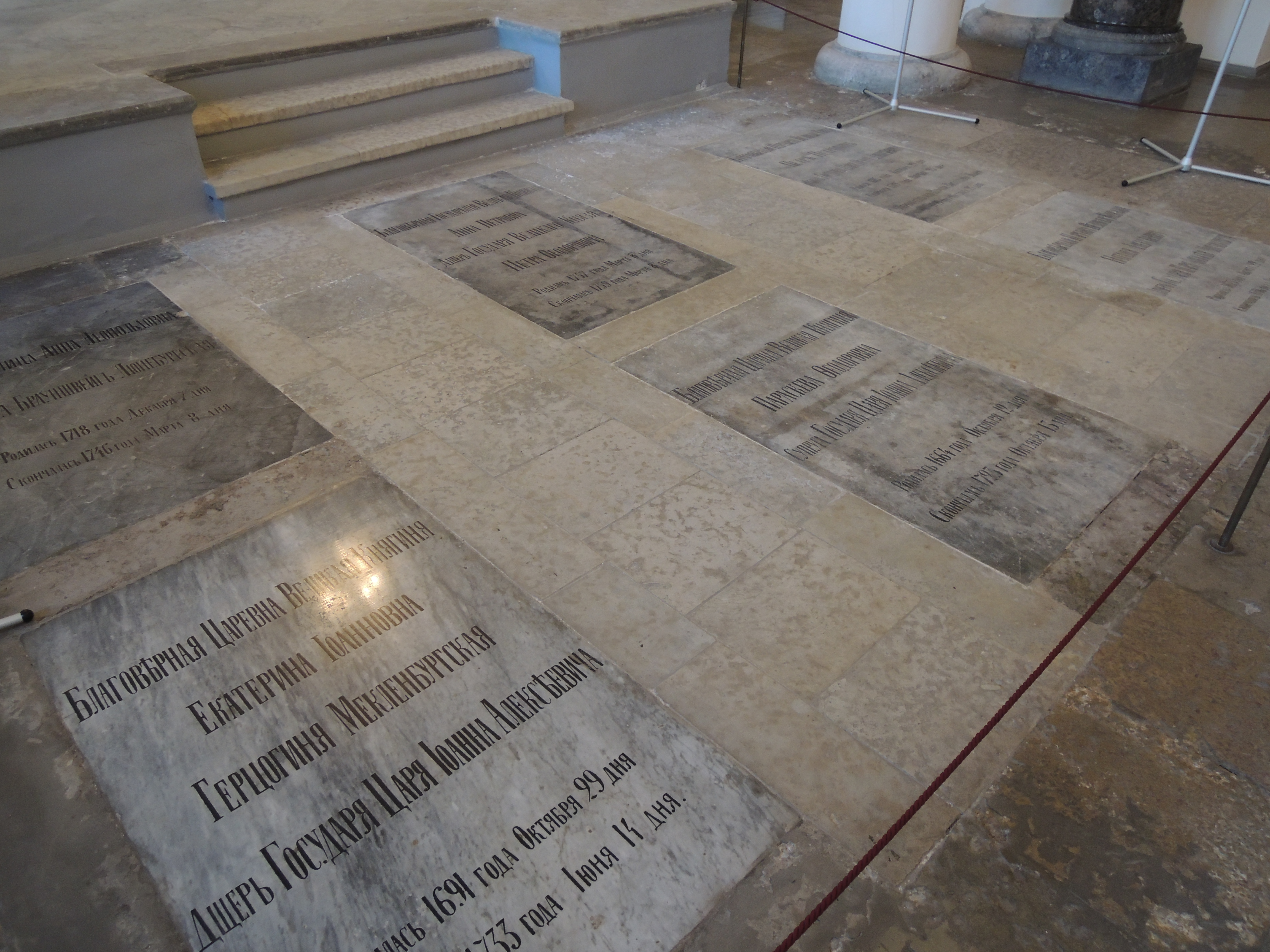
Gräber von Angehörigen der Romanows

### Mitglieder der Zarenfamilie
- Praskowja Fjodorowna Saltykowa, 1723
- Natalia Alexejewna Romanowa, 1723
- Peter Petrowitsch Romanow, 1723
- Katharina Iwanowna Romanowa, 1733
- Anna Leopoldowna zu Mecklenburg, 1746
- Wilhelmine von Hessen-Darmstadt, 1766
- Olga Pawlowna Romanowa, 1795
- Maria Alexandrowna Romanowa, 1800

### Politiker, Generäle und Hofdamen
- Pawel Iwanowitsch Jaguschinski, 1736
- Wassili Wladimirowitsch Dolgorukow, 1746
- Andrei Iwanowitsch Uschakow, 1747
- Alexei Grigorjewitsch Rasumowski, 1771
- Jewdokija Borissowna Jussupowa, 1780
- Alexander Michailowitsch Golizyn, 1783
- Nikita Iwanowitsch Panin, 1783
- Marija Andrejewna Rumjanzewa, 1788
- Jakow Alexandrowitsch Bruce, 1791
- Alexander Wassiljewitsch Suworow, 1793
- Iwan Iwanowitsch Bezkoi, 1795
- Iwan Iwanowitsch Schuwalow, 1797
- Iwan Grigorjewitsch Tschernyschow, 1797
- Alexander Andrejewitsch Besborodko, 1799
- Alexander Wassiljewitsch Suworow, 1800
- Anna Alexejewna Matjuschkina, 1804
- Peter Petrowitsch Dolgorukow, 1806
- Michail Petrowitsch Dolgorukow, 1808
- Ilja Andrejewitsch Besborodko, 1815
- Lew Alexandrowitsch Naryschkin, 1846